# Janusz Gol
Janusz Gol (* 11. November 1985 in Świdnica, Polen) ist ein polnischer Fußballspieler, der derzeit bei KS Cracovia in Polen tätig ist.

## Karriere
Janusz Gol erlernte das Fußballspielen in seiner Heimatstadt Świdnica bei Polonia/Sparta Świdnica. 2004 kam er dann in die Erste Mannschaft von Polonia/Sparta Świdnica, wo er bis 2008 im Amateurbereich spielte. 2008 wechselte er in die Ekstraklasa zu GKS Bełchatów, wo er sich auch sofort durchsetzen konnte und Stammspieler im Mittelfeld wurde. Nach zweieinhalb erfolgreichen Jahren bei GKS wechselte Gol zur Rückrunde der Saison 2010/11 zum polnischen Top-Klub Legia Warschau. Für Legia spielte er in zweieinhalb Saisons 57 Mal in der Ekstraklasa und wurde ein Mal polnischer Meister und drei Mal polnischer Pokalsieger. Zur Saison 2013/14 wechselte Janusz Gol ins Ausland zu Amkar Perm, wo er einen 2-Jahres-Vertrag unterschrieb. In Perm war er immer Stammspieler und verlängerte seinen Vertrag 2015 um weitere 2 Jahre inklusive einer Zusatzoption für ein weiteres Jahr. Im Sommer 2018 folgte dann der Wechsel zu KS Cracovia.

## Karriere in der Nationalmannschaft
Am 20. Januar 2010 feierte Janusz Gol sein Debüt in der polnischen Nationalmannschaft beim 3:1 gegen Thailand. Insgesamt brachte er es bisher auf acht Einsätze in der Nationalmannschaft.

## Erfolge
- Polnischer Pokalsieger (2011, 2012, 2013)
- Polnischer Meister (2013)